# Halles centrales de Dijon
Les halles centrales de Dijon sont des halles en architecture métallique bâties de 1873 à 1875 à Dijon, en Côte-d'Or, en Bourgogne-Franche-Comté. Elles sont inscrites aux monuments historiques depuis 1975.

## Historique
La municipalité de Dijon décide en 1868 de construire un marché couvert. Les plans en sont établis par l'architecte de la ville de Dijon et terminés en 1869 par son successeur, l'ingénieur Louis-Clément Weinberger. Ces halles sont bâties de 1873 à 1875 par les Fonderies et ateliers de construction de Fourchambault, sur l'emplacement de l'ancien couvent des Jacobins (Dominicains) et de leur église du XIIIe siècle.
Le bâtiment, d'une surface de 4 400 m2 et d’une hauteur totale de 13 mètres avec quatre pavillons articulés autour de deux allées principales en croix, abrite 246 boutiques, 14 annexes et 728 bancs.
Le monument présente une succession d'arcades et de colonnes aux fûts cannelés et aux chapiteaux décorés de pampres de vigne. Les écoinçons des grandes arches sont ornés de motifs animaliers et de thèmes symboliques se rapportant aux halles : têtes de chevreuil, de mouflon, de sanglier et de bœuf, gibier et volaille, poisson et anguille. On voit en médaillons Cérès, déesse de la moisson et Hermès, dieu des échanges et du commerce. La toiture est fortement inspirée de celle des halles de Paris.

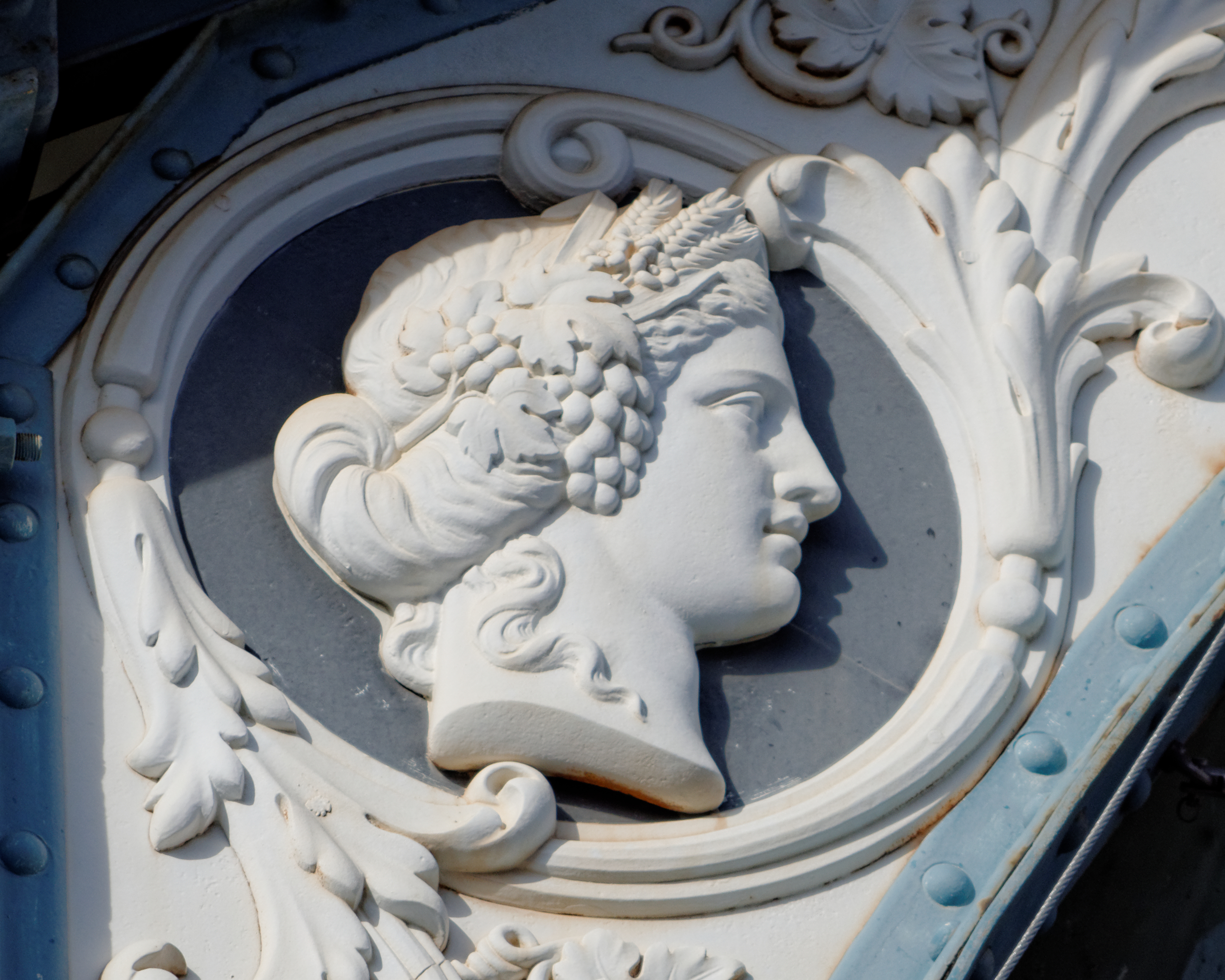
Tête de Cérès
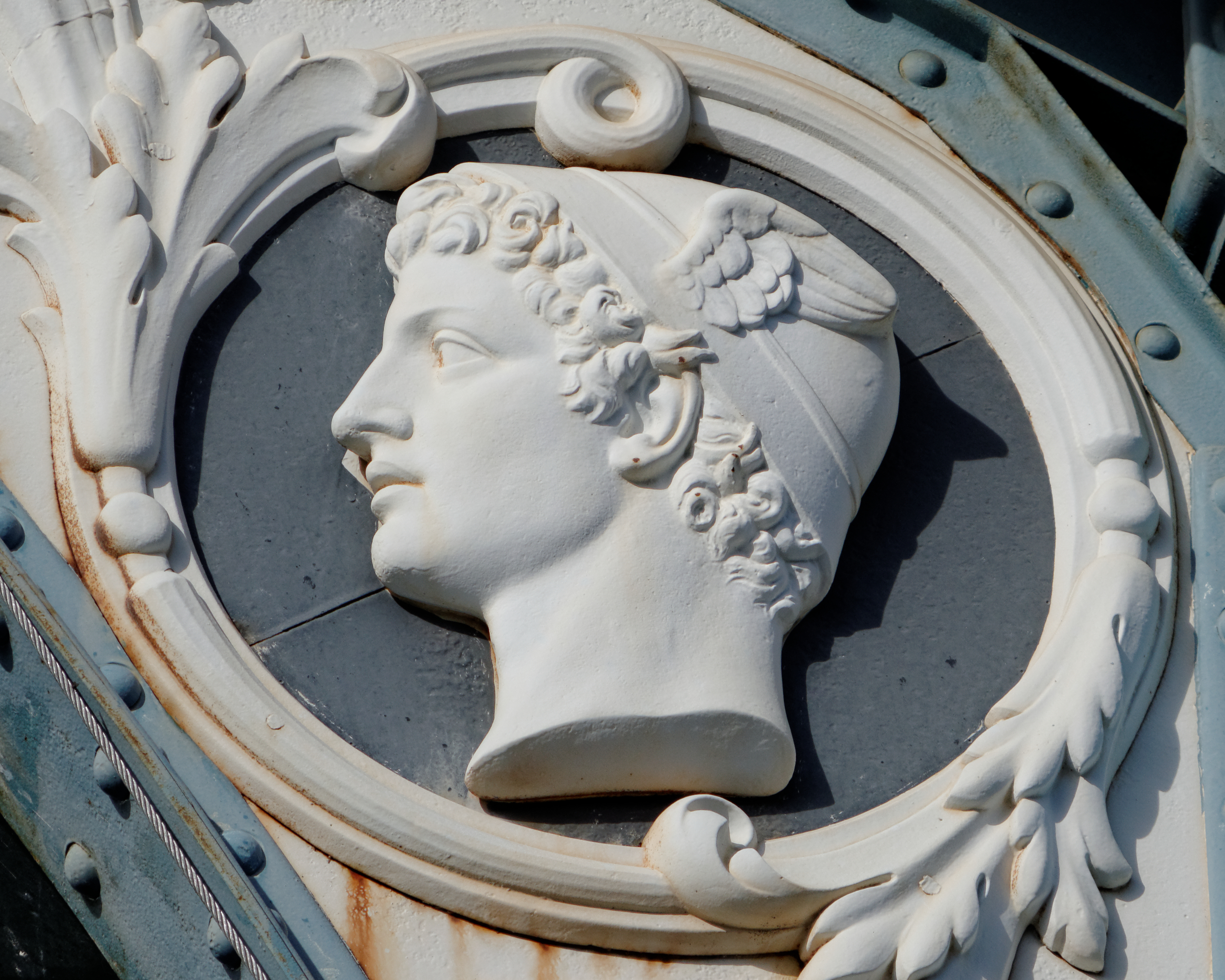
Tête d'Hermès
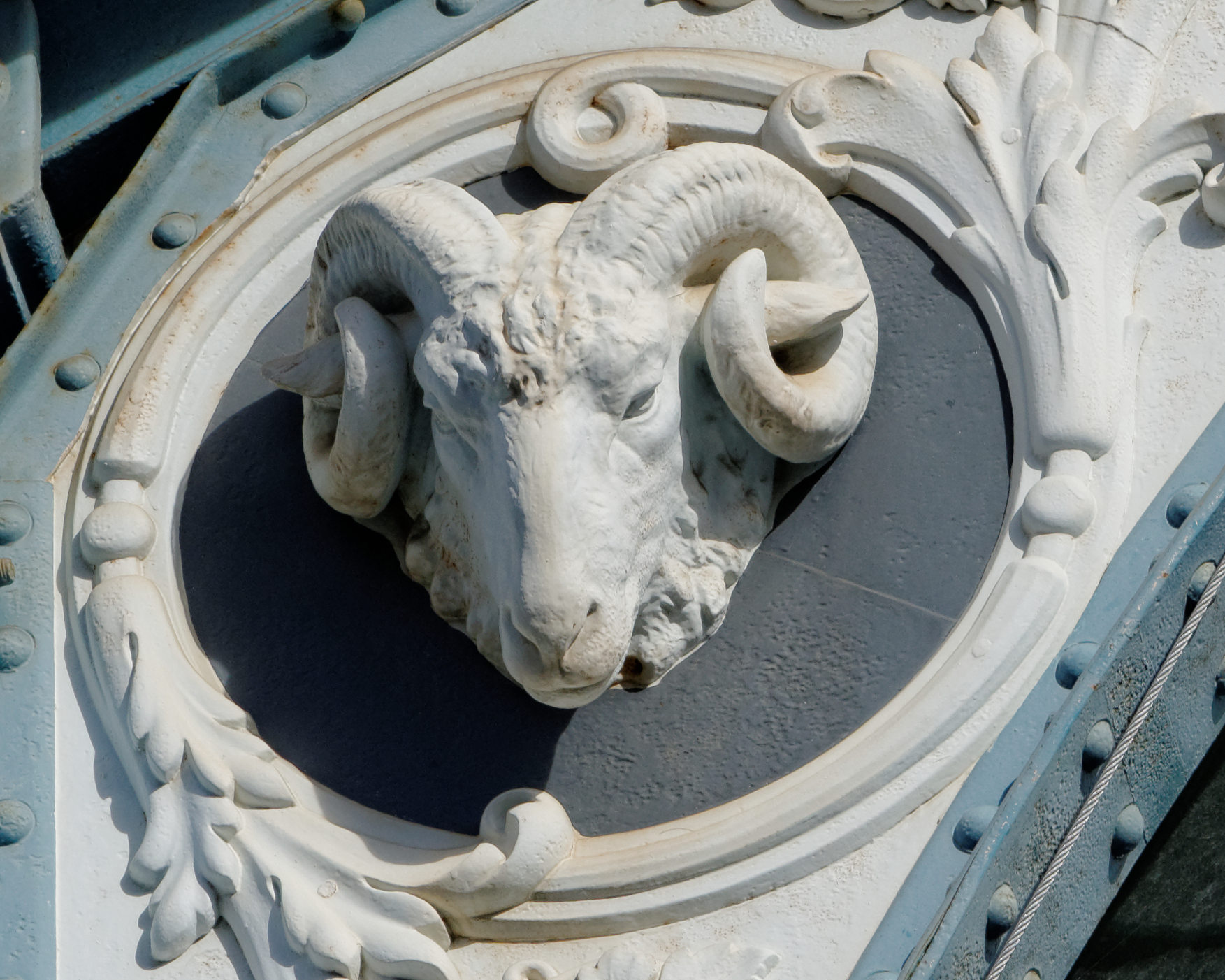
Tête de mouflon
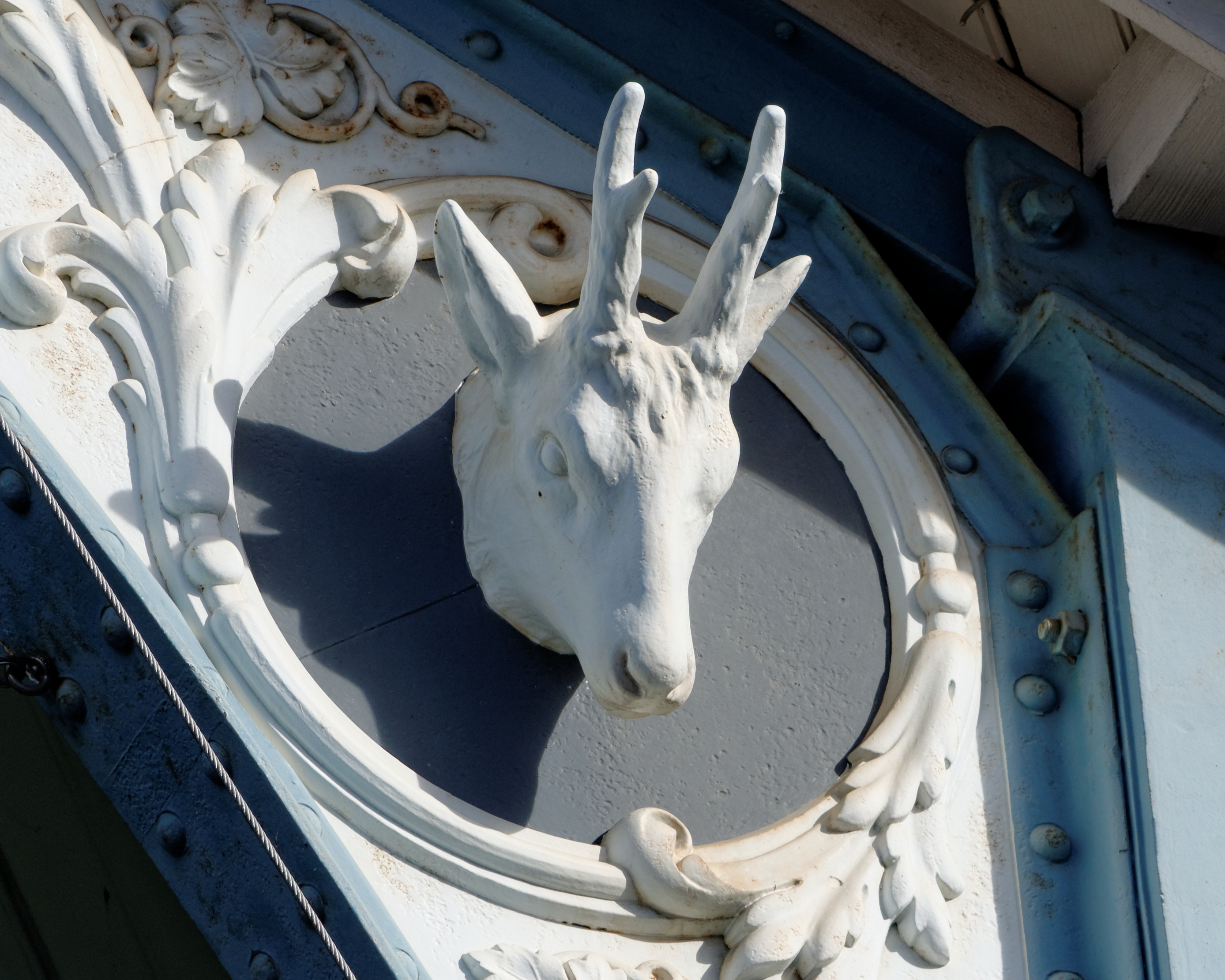
Tête de chevreuil
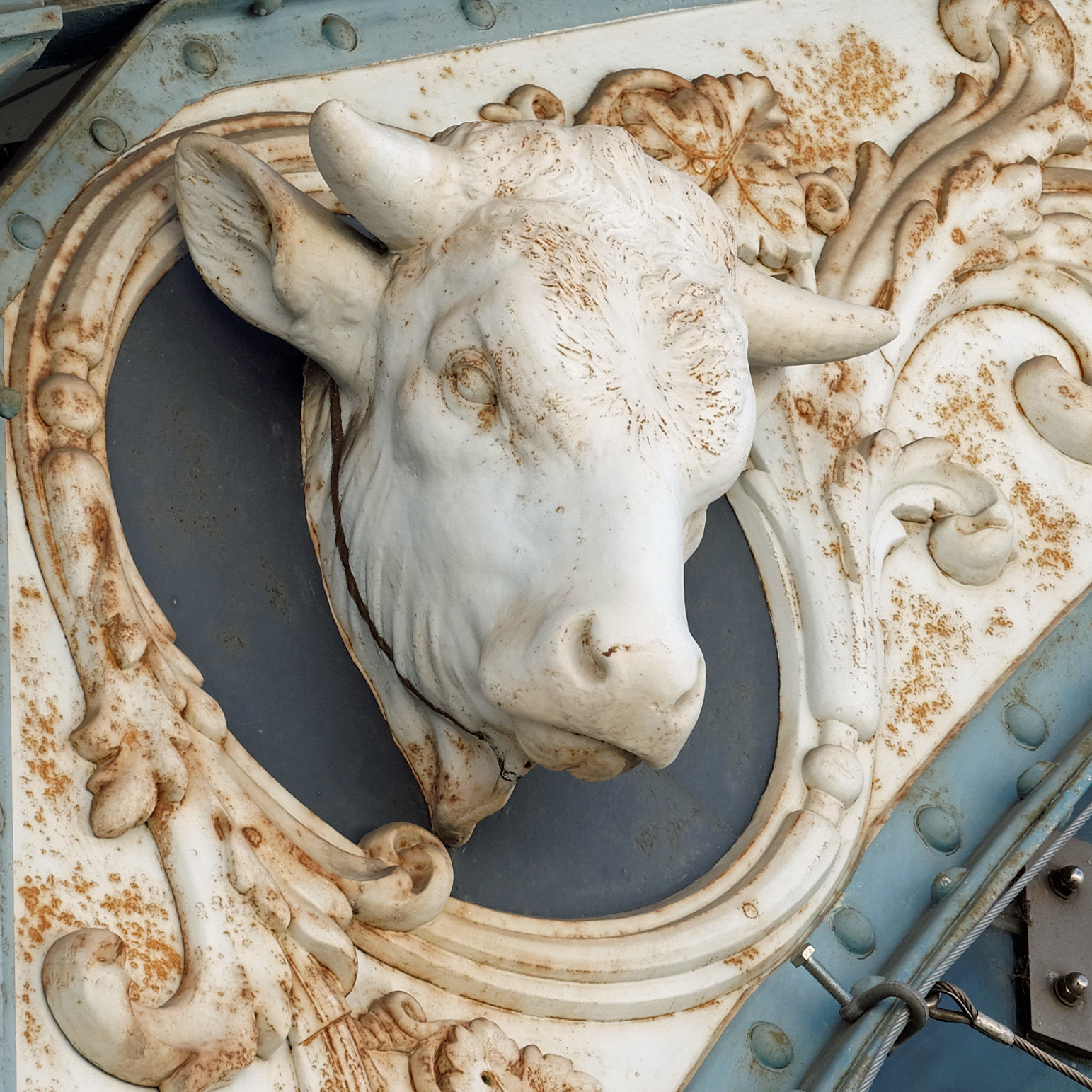
Tête de bœuf
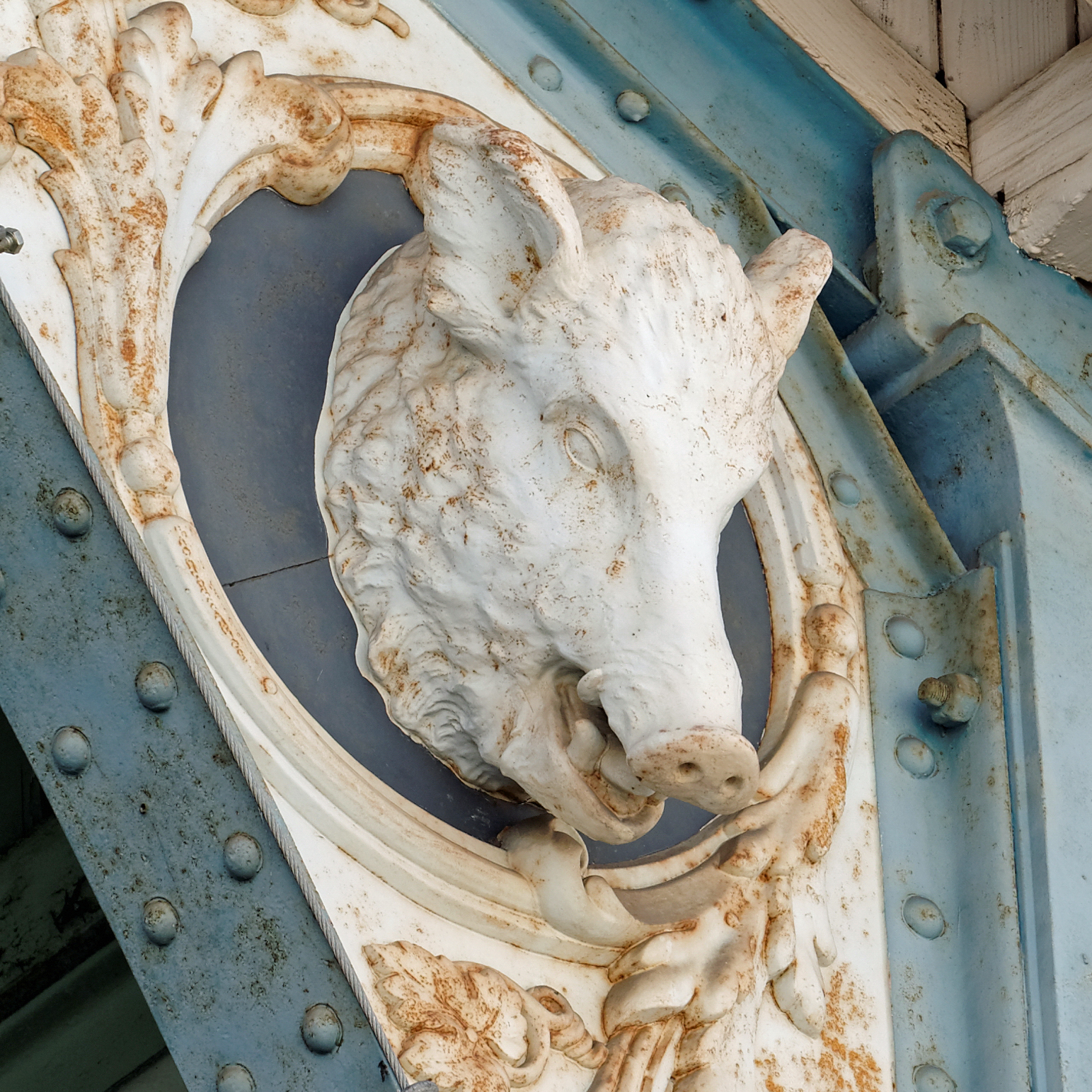
Tête de sanglier
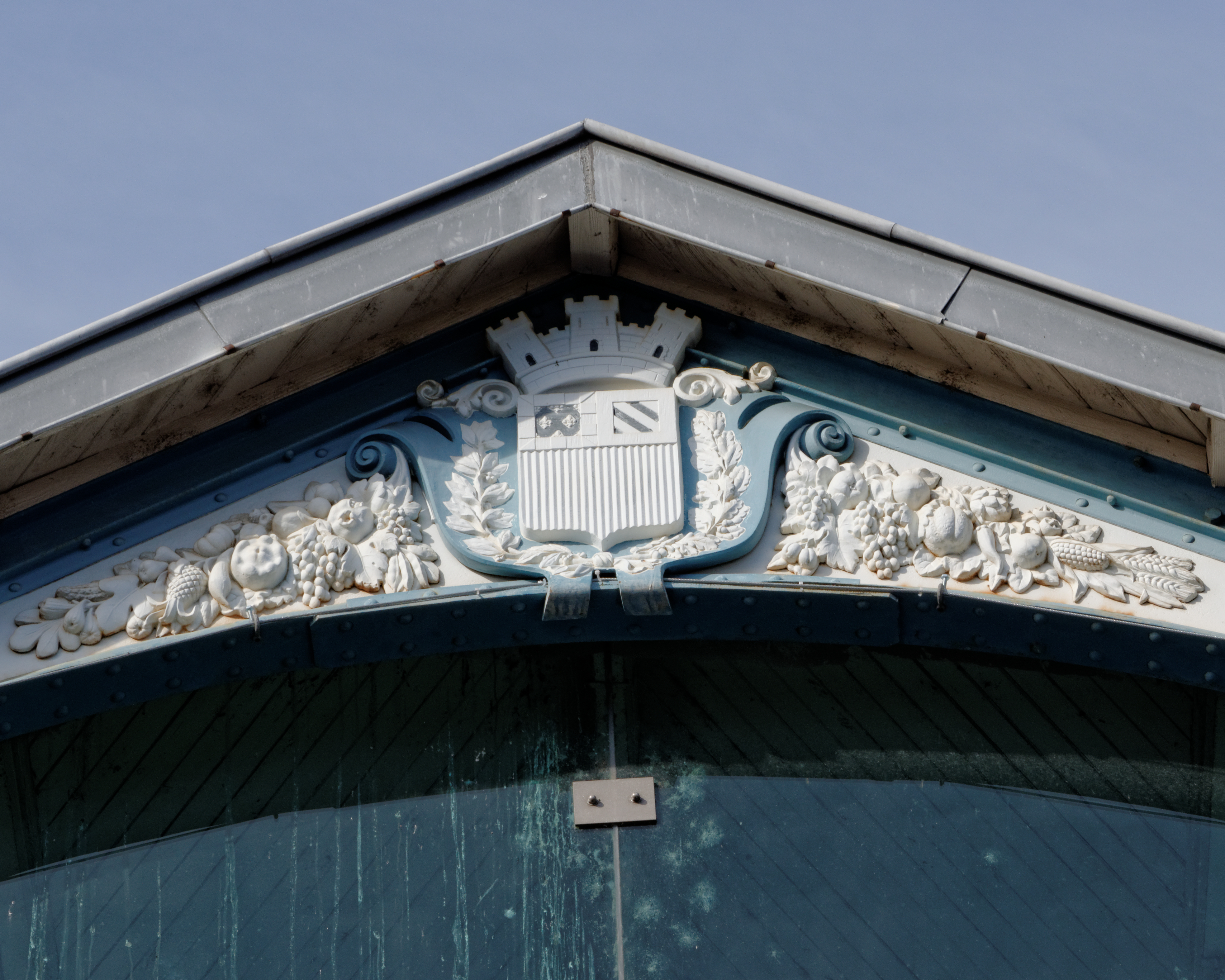
Blason de Dijon
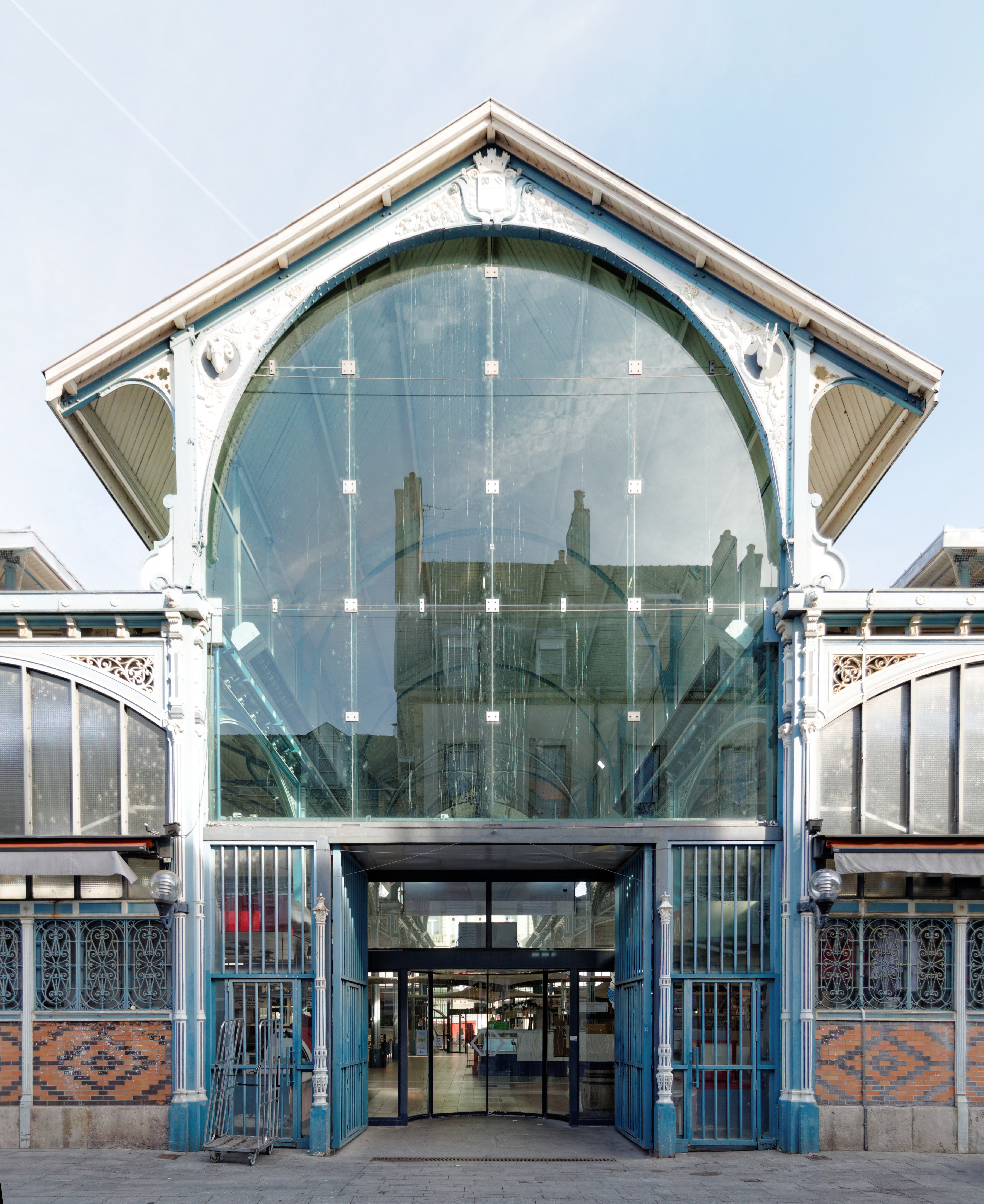
Porte des halles

## Marché et commerces
Les halles de Dijon sont ouvertes les jours de marché (mardi, jeudi, vendredi et samedi matins).
Elles sont entourées de nombreux restaurants et de terrasses de cafés. 
L'espace d'exposition du Frac Bourgogne est situé devant le marché, rue Quentin.

## Photographies

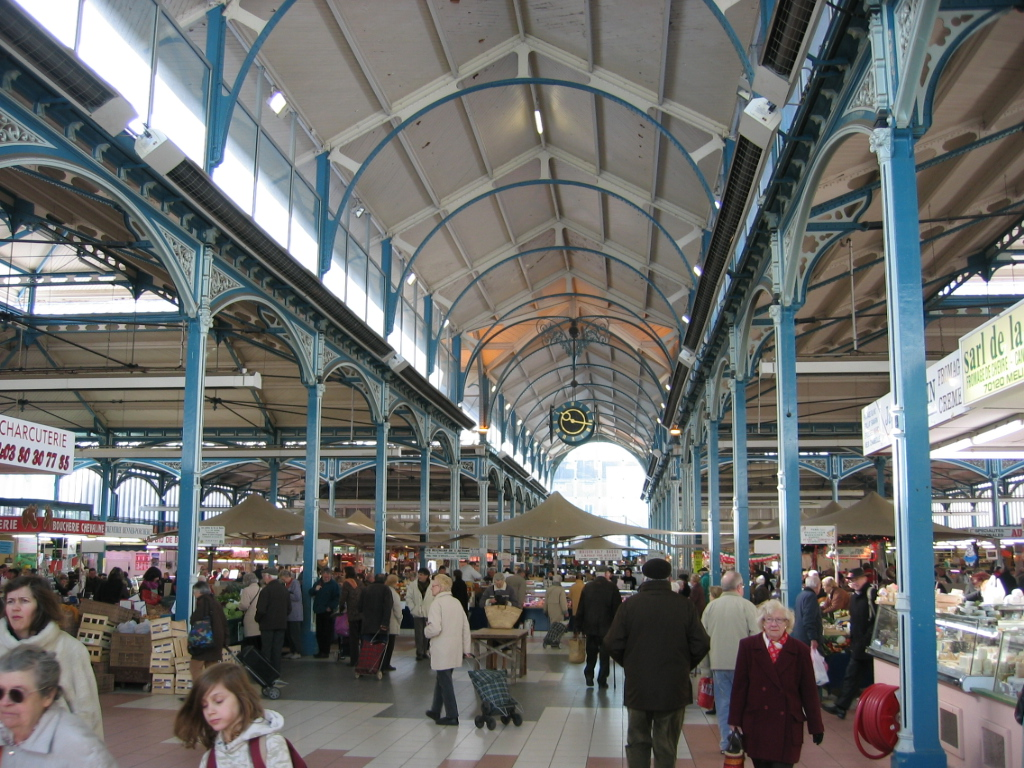
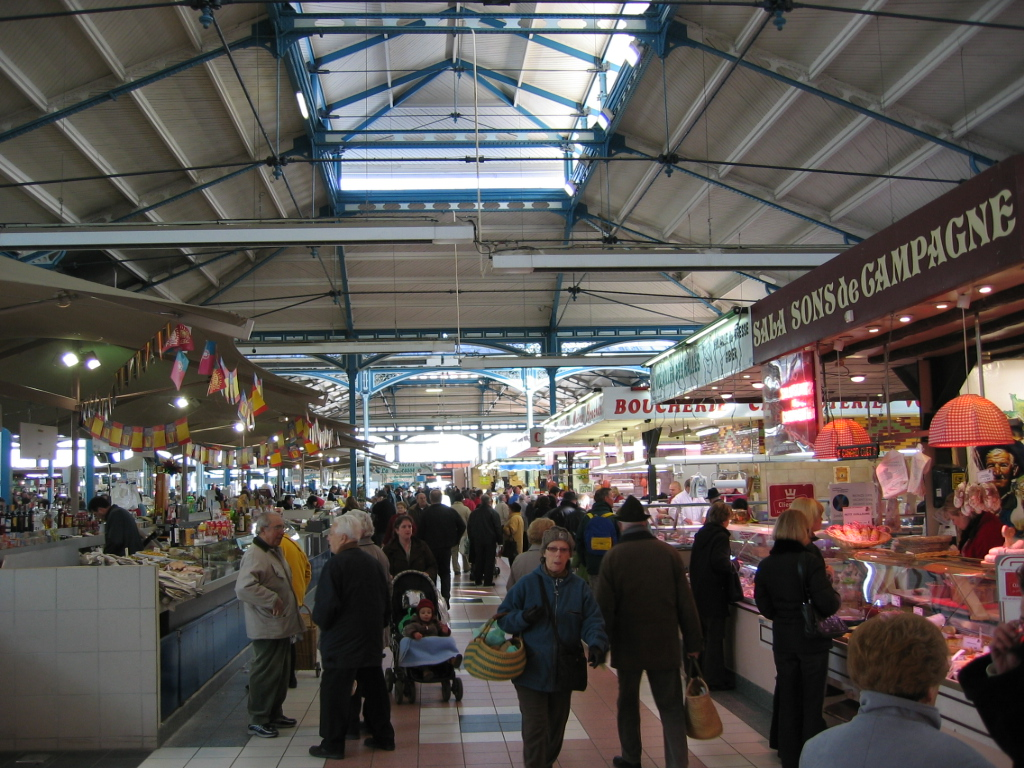
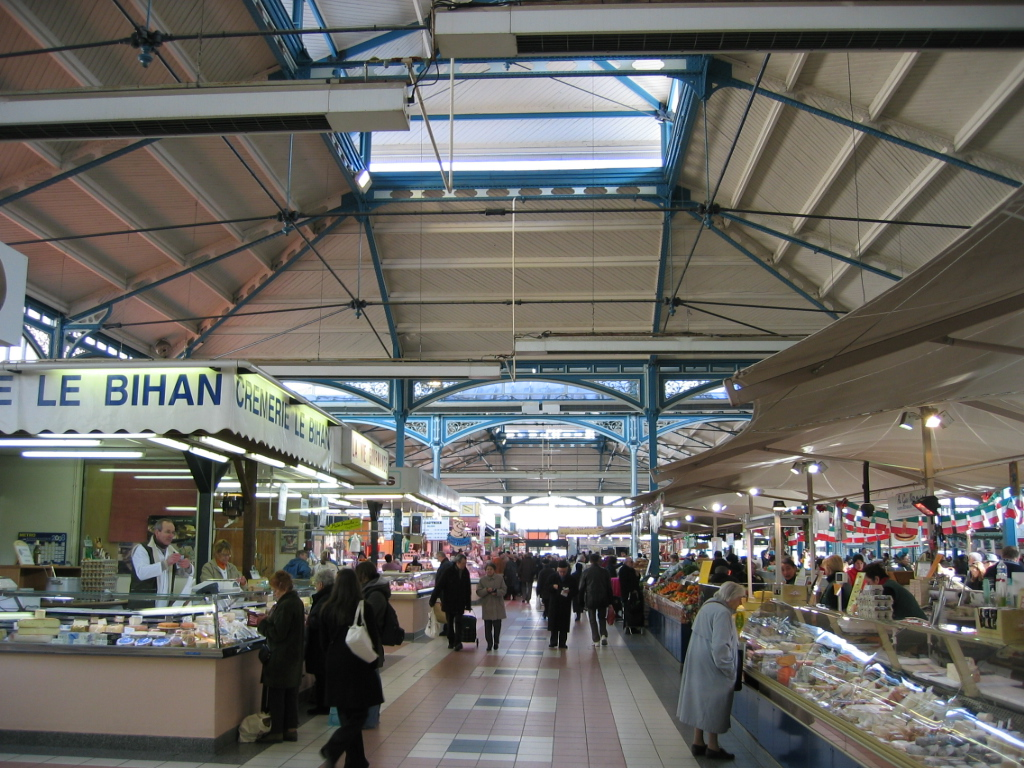
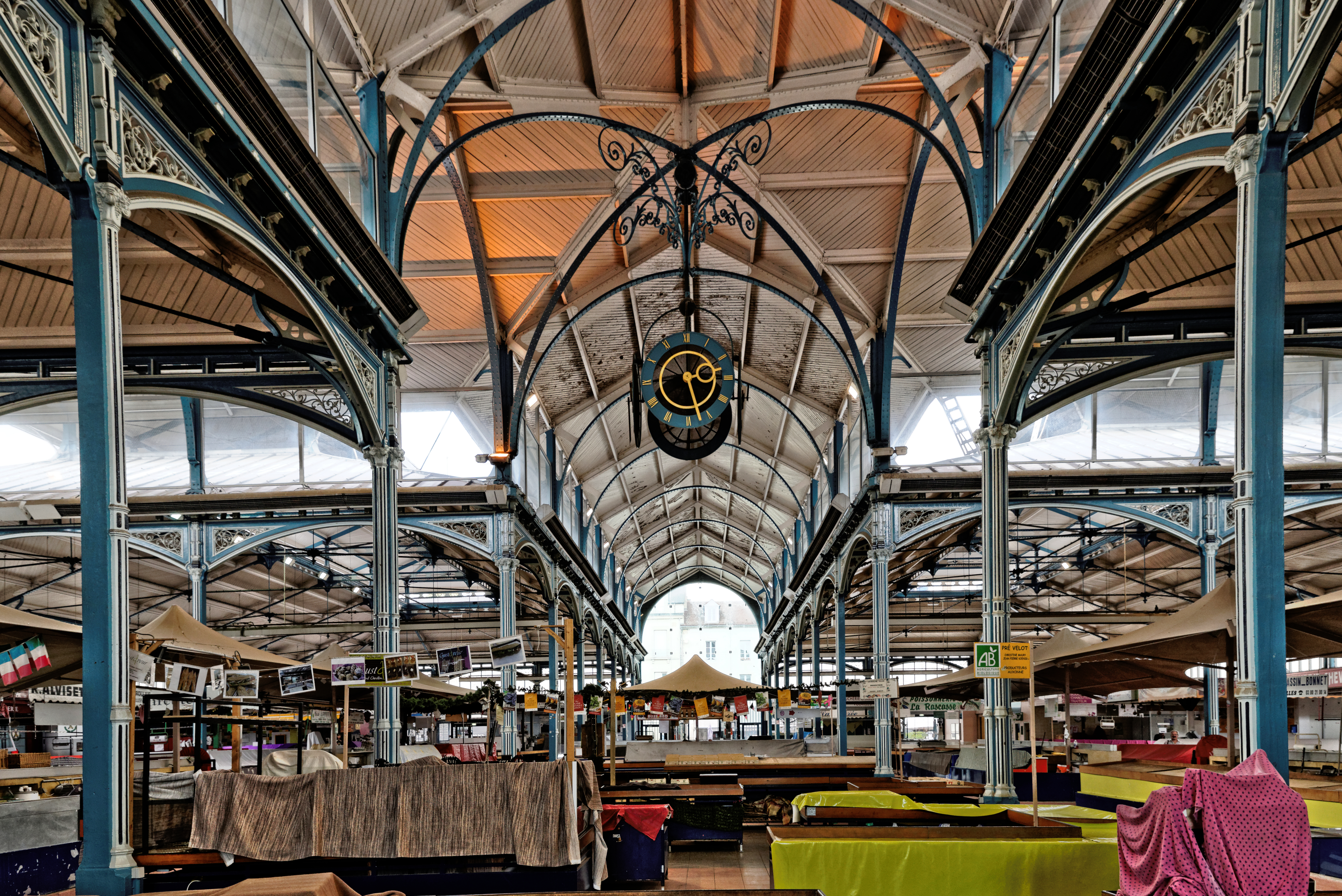
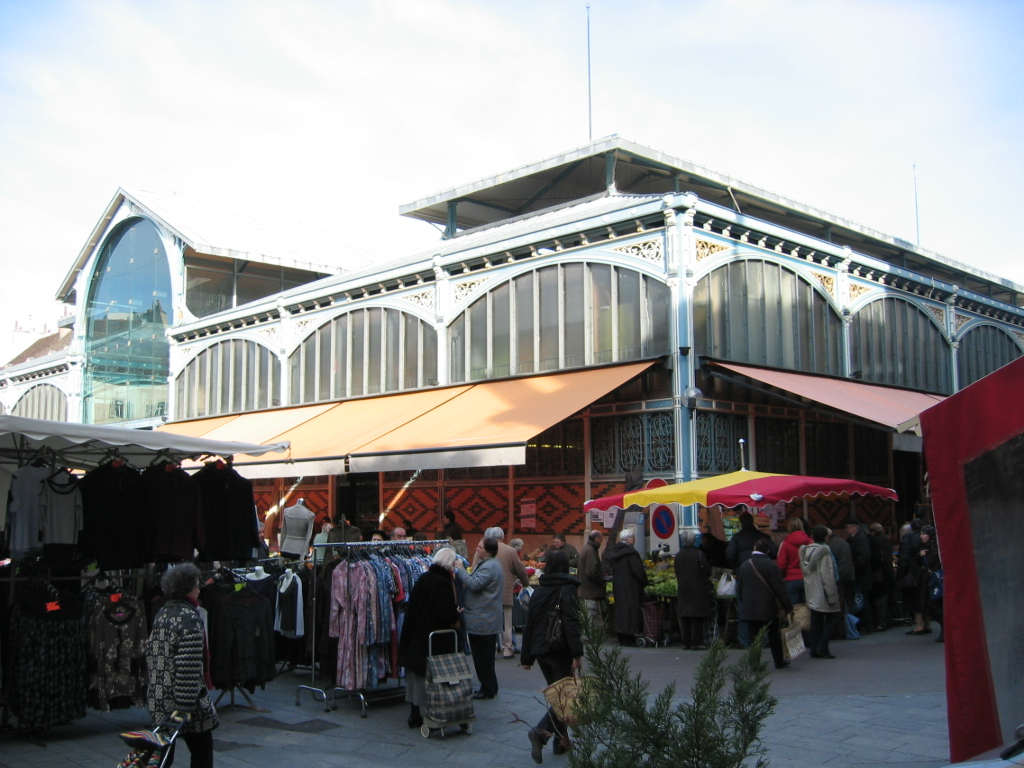
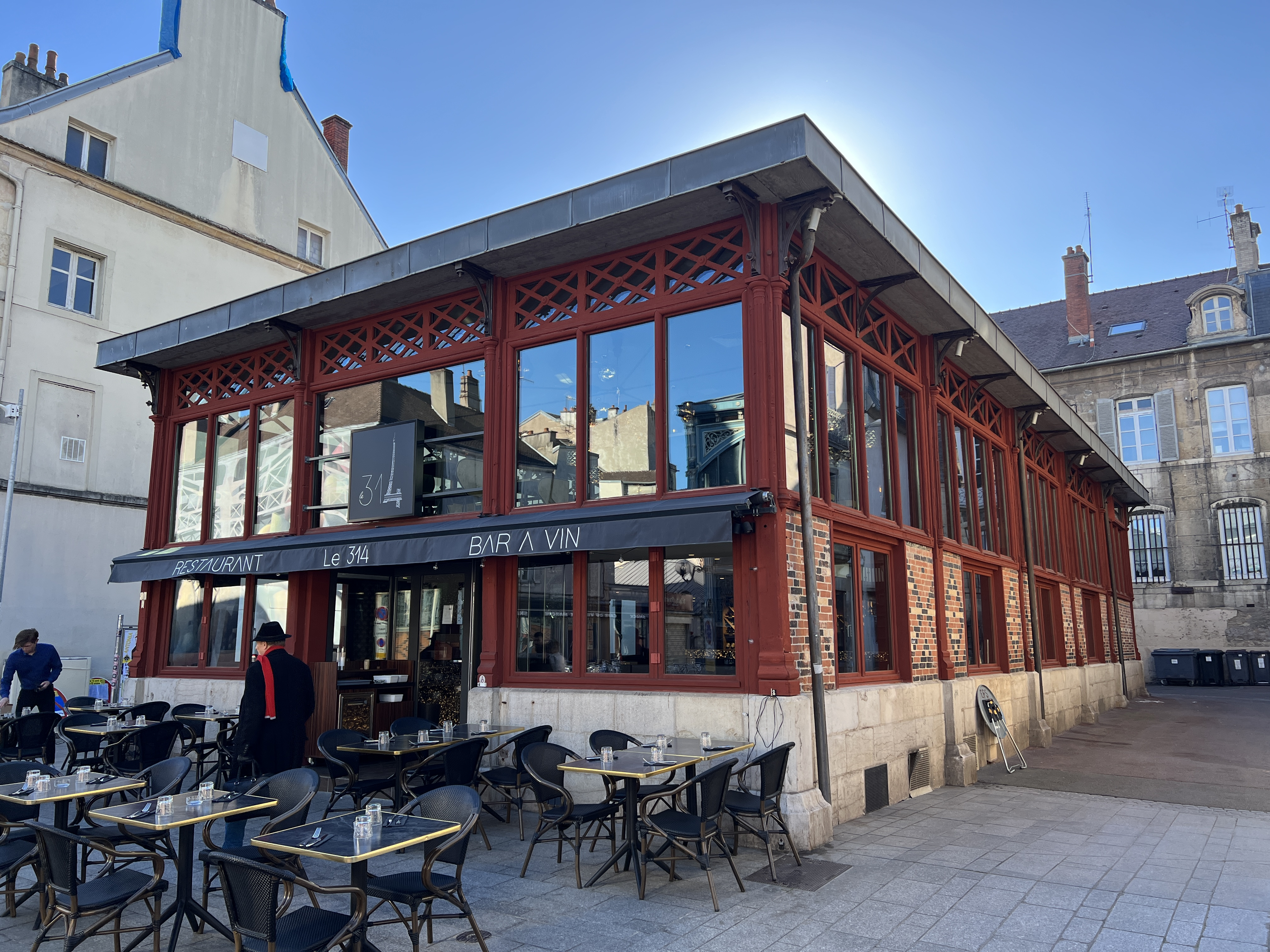
L'ancienne halle à marée
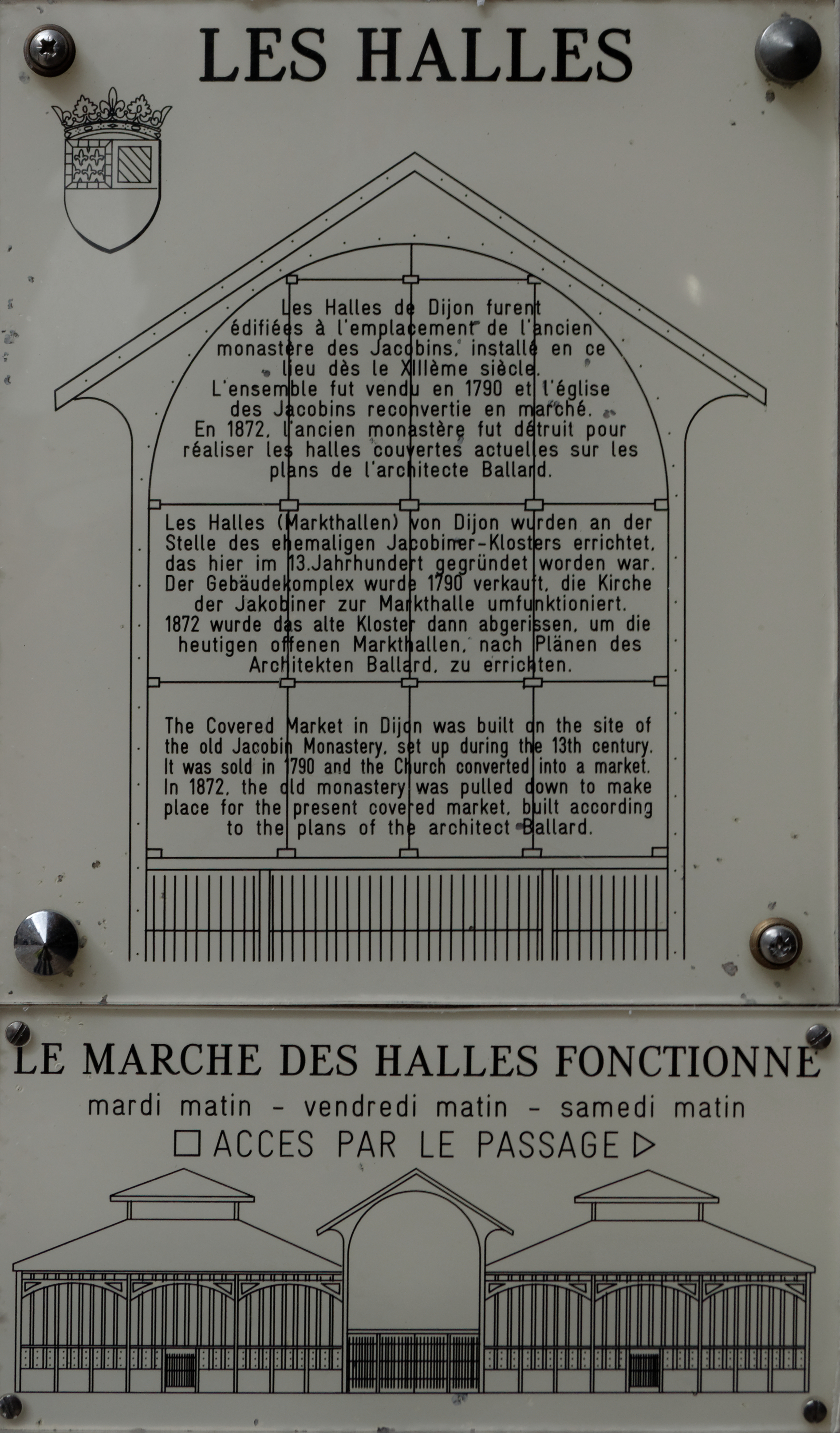
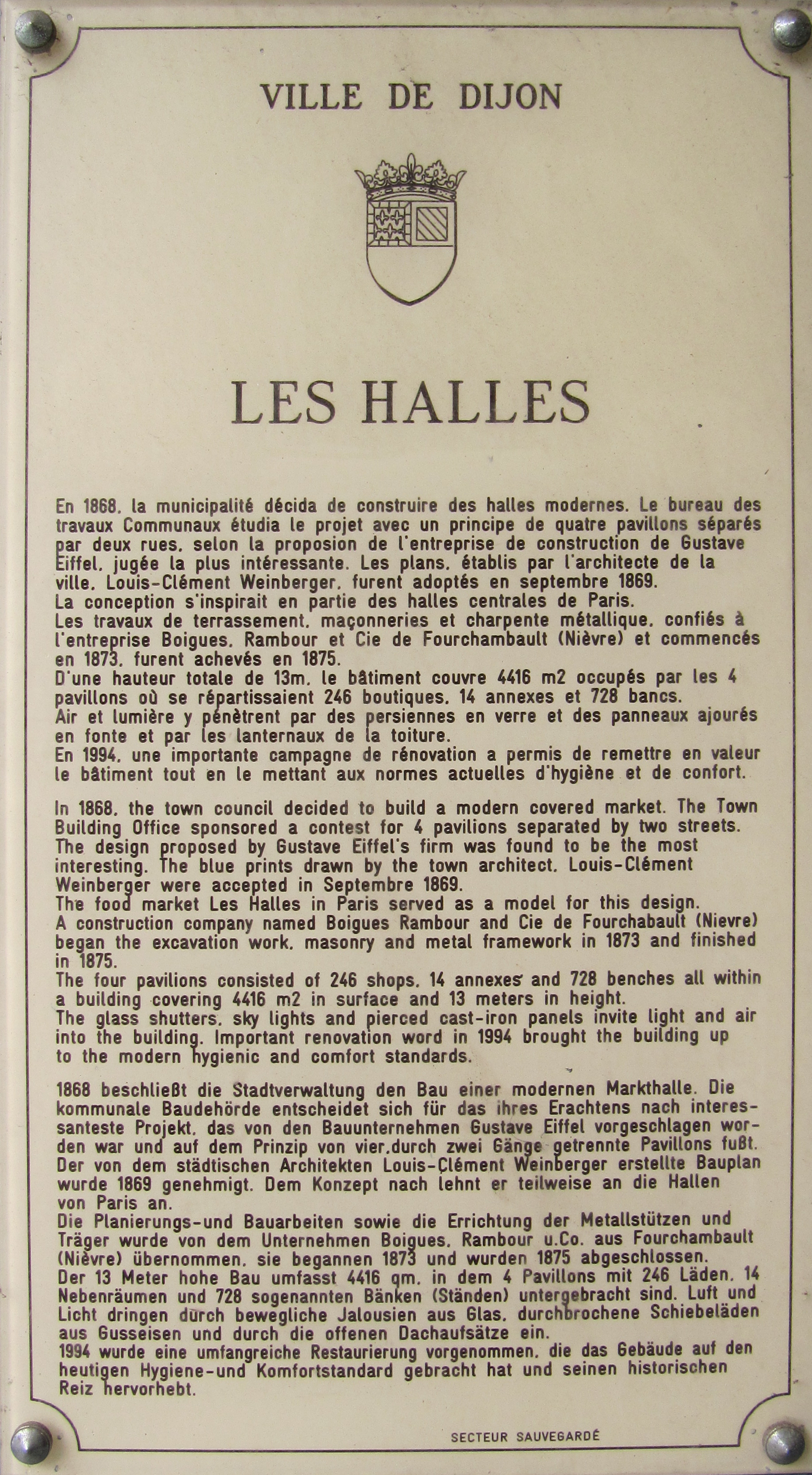